# Alliance des 7 OEA
L'Alliance des 7 OEA est une coalition de sept organisations ethniques armées (EAO) en Birmanie, fondée en mars 2024.

## Alliance
Dirigée par le général Yawd Serk (en), l'alliance comprend les signataires de l'Accord national de cessez-le-feu (NCA), tels que le Conseil de restauration de l'État shan (RCSS), le Parti du Nouvel Etat Mon (en) (NMSP) , le Parti de libération de l'Arakan (en) (ALP), l'Organisation de libération nationale Pa-O (PNLO) , l'Union démocratique Lahu (LDU), l'Armée de bienfaisance démocrate karen (en) (DKBA) et le Conseil de paix KNU/KNLA. Les objectifs poursuivis par l'Alliance des 7 EAO comprennent : l'établissement d'une union démocratique fédérale, la promotion de la paix par le dialogue politique, l'engagement de négociations avec les parties prenantes et la résolution de la crise politique que traverse le pays. L'Alliance des 7 EAO est créée le 18 mars 2024,,,.